# Albrechtice u Frýdlantu

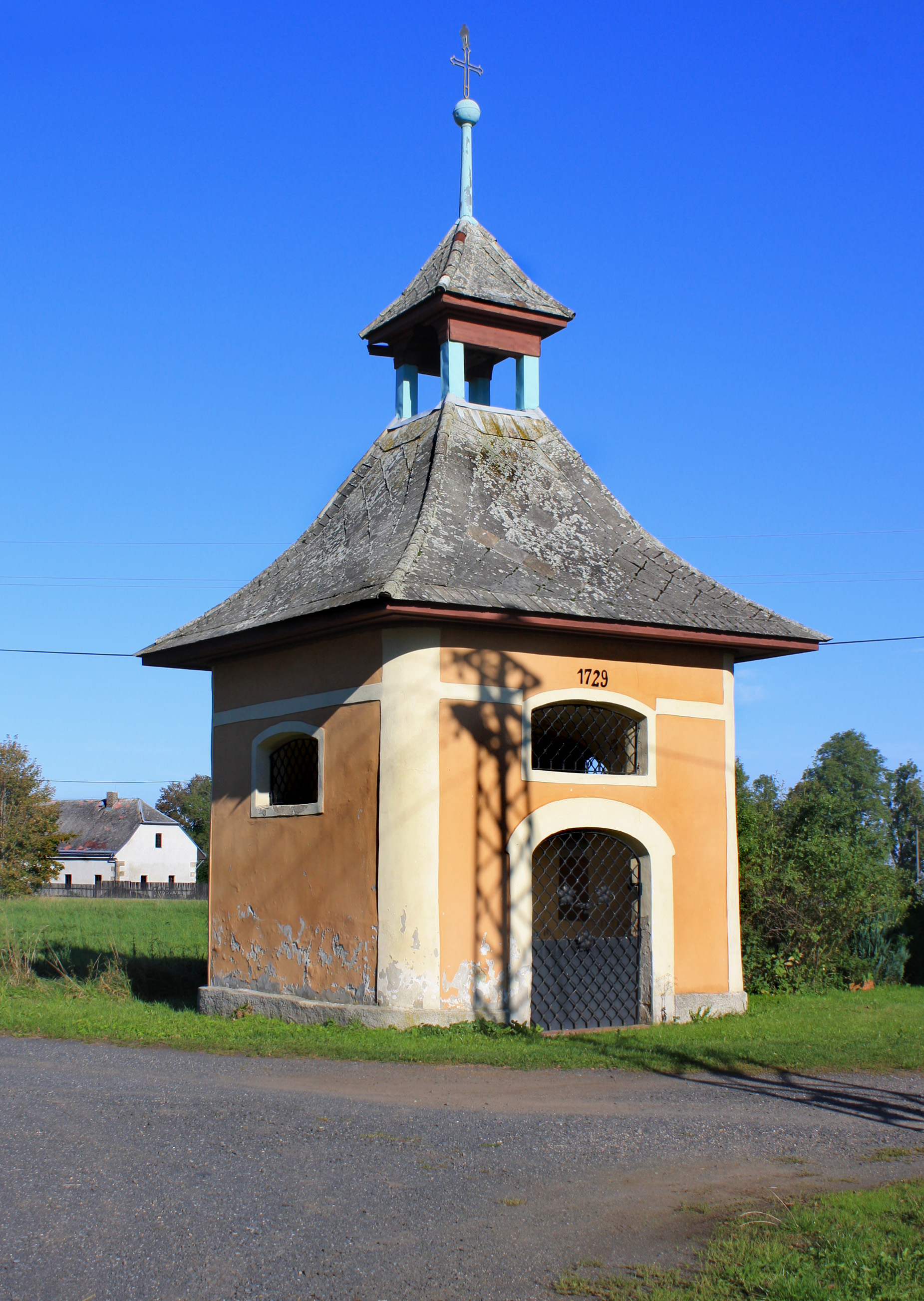
Kapelle

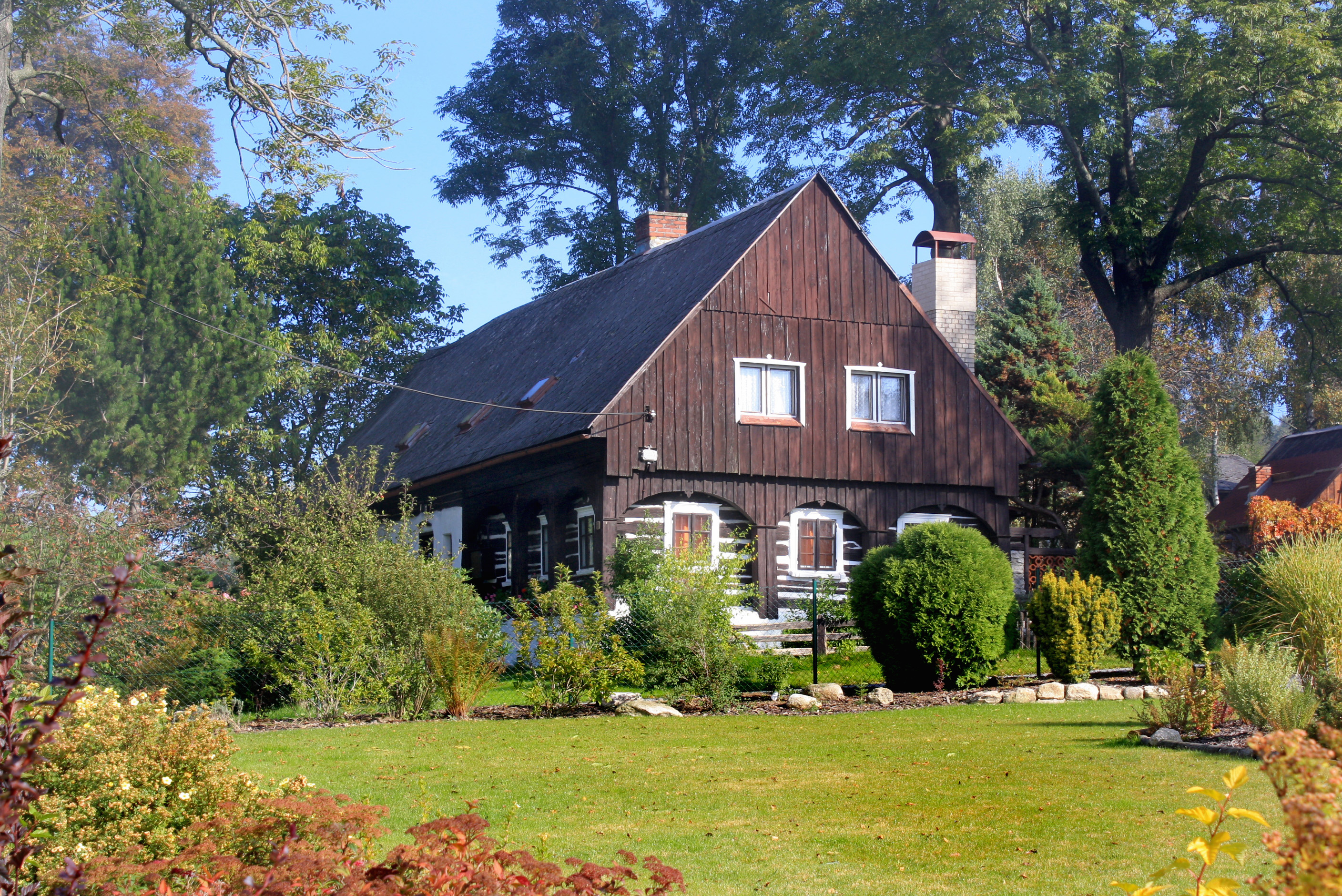
Umgebindehaus im Mitteldorf

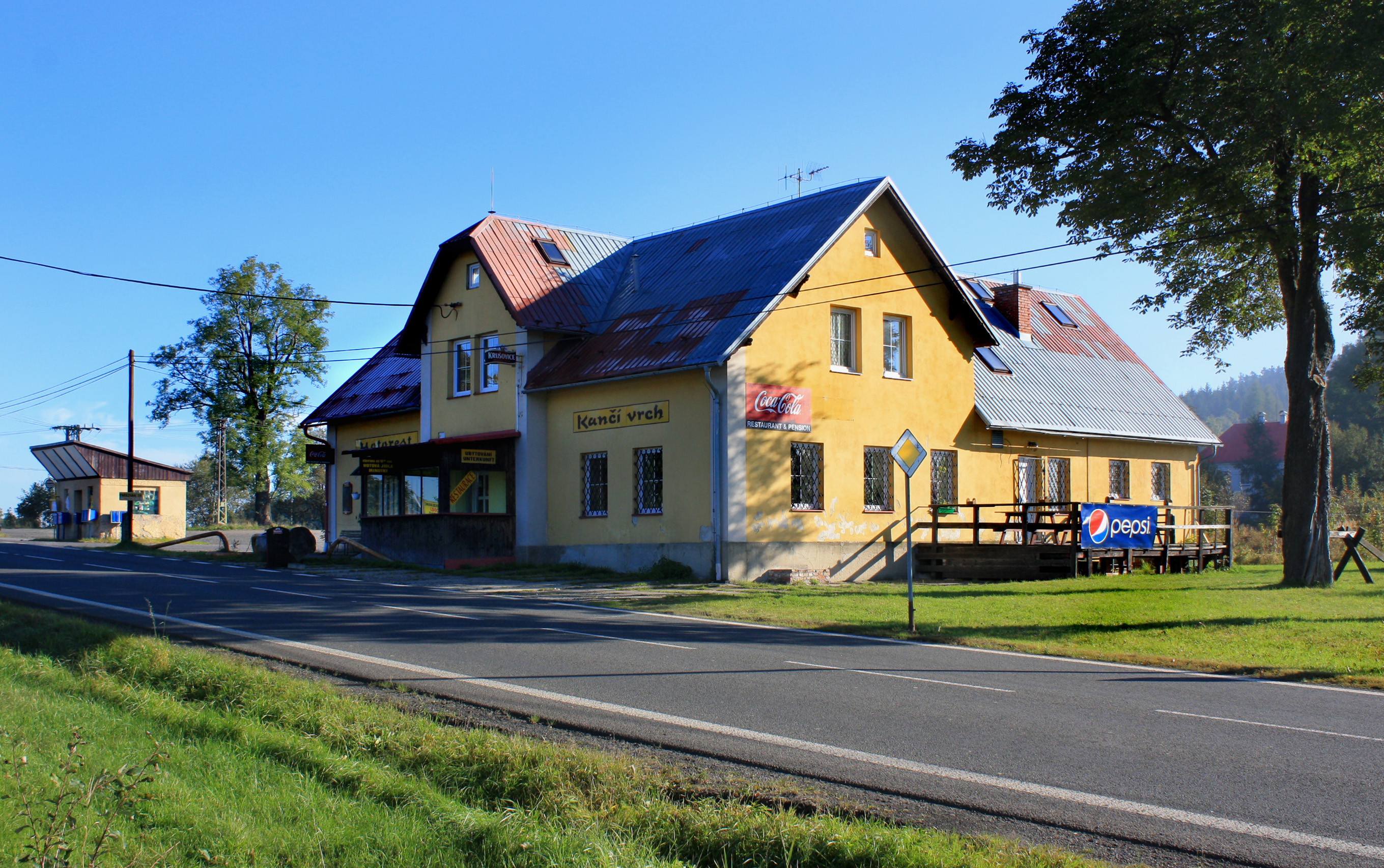
Motorest Kančí vrch

Albrechtice u Frýdlantu (deutsch Olbersdorf) ist ein Ortsteil der Stadt Frýdlant in Tschechien. Er liegt sieben Kilometer südlich des Stadtzentrums von Frýdlant und gehört zum Okres Liberec.

## Geographie
Albrechtice u Frýdlantu liegt im westlichen Teil des Isergebirges. Das Dorf erstreckt sich im Tal des Baches Albrechtický potok (Scheidebach). Östlich erheben sich der Kančí vrch (Schwarzberg, 680 m), der Špičák (Buschullersdorfer Spitzberg, 724 m) und der Strmý vrch (Hängeberg, 698 m), im Südosten der Březový vrch (467 m), südwestlich der Spálený vrch (Brandberg, 581 m) sowie im Westen der Kameniště (Steinberg, 608 m) und der Lysý vrch (Kahleberg, 642 m). Durch den Ort führt die Fernverkehrsstraße I/13 von Frýdlant nach Liberec.
Nachbarorte sind Dětřichov im Norden, Větrov, Polní Domky, Zátiší und Raspenava im Nordosten, Ferdinandov und Filipka im Osten, Oldřichov v Hájích im Südosten, Filipov, Mníšek, Mlýnice und Nová Ves im Süden, Růžek, Vysoká und Dolní Vítkov im Südwesten, Horní Vítkov, Jasna Góra und Vysoký im Westen sowie Bogatynia, Markocice, Kristiánov und Heřmanice im Nordwesten.

## Geschichte
Nachdem die Herren von Bieberstein im Jahre 1278 die Herrschaft Seidenberg erworben hatten, verlegten sie den Herrschaftssitz nach Friedland und ließen die umliegenden Waldgebiete mit deutschen Siedlern kolonisieren. Zu den neugegründeten Dörfern gehörte auch Albrechtsdorf. Der Ort wurde als langgestrecktes Waldhufendorf am Oberlauf des Scheidebaches angelegt. Die erste urkundliche Erwähnung des Dorfes erfolgte 1381 im Friedländer Urbar. 1551 erlosch mit Christoph von Bieberstein der Friedländer Zweig des Geschlechts, und die Herrschaft gelangte durch Heimfall an die Krone Böhmen zurück. Am 1. April 1558 erwarb der kaiserliche Rat Friedrich von Redern die Lehnherrschaft Friedland mit Reichenberg, Hammerstein und Seidenberg für 40.000 Taler. Nach der Schlacht am Weißen Berg wurden die Besitzungen des Christoph von Redern konfisziert und die Kronlehn Friedland und Reichenberg für 150.000 Rheinische Gulden Albrecht von Waldstein überlassen. Nach dessen Ermordung 1634 erhielt Matthias von Gallas die Herrschaft. Nach Ende des Krieges setzten die Grafen von Gallas 1651 die von Waldstein begonnene Rekatholisierung der bereits seit den Zeiten der Herren von Bieberstein protestantischen Bevölkerung mit Härte fort. Ein Großteil der Bewohner verließ das Dorf und ging in die benachbarte Oberlausitz und nach Schlesien ins Exil.
Im Jahre 1820 wurde die Schule errichtet. 1832 bestand Olbersdorf, das volkstümlich als Wüst-Ullersdorf bezeichnet wurde, aus 80 Häusern mit 478 deutschsprachigen Einwohnern. Haupterwerbsquelle bildete die Lohnweberei. Im Ort gab es eine Schule. Pfarrort war Dittersbach. Bis zur Mitte des 19. Jahrhunderts blieb Olbersdorf der Allodialherrschaft Friedland untertänig.
Nach der Aufhebung der Patrimonialherrschaften bildete Olbersdorf ab 1850 mit dem Ortsteil Philippsberg eine Gemeinde im Bunzlauer Kreis und Gerichtsbezirk Friedland. Ab 1868 gehörte das Dorf zum Bezirk Friedland. Im Jahre 1869 lebten in Olbersdorf 920 Personen. 1880 hatte die Gemeinde 862 Einwohner, 1890 waren es 750, im Jahre 1900 658 und zehn Jahre später 668. Ursache für den Einwohnerrückgang war die fehlende Industrie und die trotz des Baus der Straße von Reichenberg nach Friedland abgelegene Lage. 1921 hatte die Gemeinde 575 Einwohner. Der tschechische Name Albrechtice wurde 1924 eingeführt. Im Jahre 1930 lebten in der Gemeinde Olbersdorf mit Philippsberg 536 Personen. Nach dem Münchner Abkommen erfolgte 1938 die Angliederung an das Deutsche Reich; bis 1945 gehörte Olbersdorf zum Landkreis Friedland. Im Jahre 1939 hatte die Gemeinde 458 Einwohner. Nach dem Ende des Zweiten Weltkrieges kam Albrechtice zur Tschechoslowakei zurück, in den Jahren 1946 und 1947 wurden die meisten deutschböhmischen Bewohner vertrieben. 1948 wurden Albrechtice und Filipov nach Dětřichov umgemeindet. 1950 lebten in Albrechtice nur noch 178 Personen. Im Zuge der Auflösung des Okres Frýdlant wurde Albrechtice 1960 dem Okres Liberec zugeordnet. Seit dieser Zeit führt das Dorf zur besseren Unterscheidung von einem weiteren Ort Albrechtice im Isergebirge den amtlichen Namen Albrechtice u Frýdlantu. Am 1. Jänner 1986 wurden Albrechtice u Frýdlantu und Filipov zusammen mit Dětřichov nach Frýdlant eingemeindet.
1991 hatte Albrechtice u Frýdlantu 43 Einwohner. Im Jahre 2001 bestand das Dorf aus 73 Wohnhäusern, in denen 60 Menschen lebten. Insgesamt besteht der Ort aus 120 Häusern.

## Ortsgliederung
Albrechtice u Frýdlantu bildet einen Katastralbezirk. Der Ortsteil gliedert sich in die Grundsiedlungseinheiten Albrechtice u Frýdlantu (Olbersdorf) und Filipov (Philippsberg).

## Sehenswürdigkeiten
- Kapelle, erbaut 1723

## In Albrechtice u Frýdlantu geborene Persönlichkeiten
- Erwin Görlach (1902–1974), Grafiker